# 鍾馗石理介
鍾馗石理介（学名：Rockallia jongkuei）为粗面介科石理介屬下的一个种。